# EN 60601-2-26
Die EN 60601-2-26 mit dem Titel „Medizinische elektrische Geräte – Teil 2-26: Besondere Festlegungen für die Sicherheit von Elektroenzephalographen“ ist Teil der Normenreihe EN 60601.
Herausgeber der DIN-Norm DIN EN 60601-2-26 ist das Deutsche Institut für Normung.
Die Norm basiert auf der internationalen Fassung IEC 60601-2-26. Im Rahmen des VDE-Normenwerks ist die Norm als VDE 0750-2-26 klassifiziert, siehe DIN-VDE-Normen Teil 7.
Diese Ergänzungsnorm regelt allgemeine Festlegungen für die Sicherheit, Prüfungen und Richtlinien für Elektroenzephalographen.

## Gültigkeit
Die deutsche Ausgabe 1.2004 ist ab ihrem Ausgabedatum als Deutsche Norm angenommen.
- Achtung: Im Februar 2008 wurde ein neuer Entwurf veröffentlicht.
- Die Aktuelle Fassung (1.2004) ist korrespondierend mit der 2. Ausgabe der DIN EN 60601-1 anzuwenden.
- Der Entwurf 2.2008 ist korrespondierend zur 3. Ausgabe der DIN EN 60601-1 anzuwenden.

## Anwendungsbereich
Die Norm spezifiziert besondere Anforderungen für die Sicherheit von Elektroenzephalographen. Sie ist zusammen mit EN 60601-1 (2. Ausgabe) anzuwenden. Diese Norm gilt nicht für:
- Cerebrale-Funktions-Überwachungsgeräte
- Phono-Photo-Stimulatoren
- Elektroenzephalographische Telemetriegeräte
- EEG-Datenspeicherungs und -wiedergabegeräte
- Geräte, die Insbesondere zur Patientenüberwachung während der Elektro-Schock-Therapie vorgesehen sind
- bewegliche elektroenzephalographische Aufzeichnungsgeräte

## Zusatzinformation
Folgende geänderte Anforderungen sind in der EN 60601-2-26 enthalten (Auszug):
- Defibrillationsfestigkeit
- Störfestigkeit
- Spannungsfestigkeit